# 周涌
周涌（1915年9月—2004年11月6日），江西永丰县人，中国人民解放军少将。

## 生平
1927年，参加永丰县总工会。1929年，加入中国共产主义青年团，翌年参加中国工农红军。1931年，转入中国共产党。第一次国共内战时期，先后入红军学校、通信学校学习。后任中革军委电台见习报务员、红一军团22分队报务员、报务主任。参加了中央苏区历次反围剿战争和长征。到陕北后，任红6军团电台报务员，红32军电台队队长。抗日战争爆发后，任八路军第115师343旅电台区队长。参加平型关战斗后，任苏鲁支队电台区队长。1940年12月，任第115师司令部通信科科长。1941年，任山东军区司令部通信科科长兼通信营营长。1945年，入山东分局党校学习。抗日战争胜利后，先后任辽东军区参谋处副处长，安东军区参谋处处长。1948年8月，任辽东军区副参谋长，参加了鞍海战役、本溪战役、临江战役。中华人民共和国成立后，任辽东军区参谋长，1953年2月，任副司令员兼参谋长。1954年9月，任辽宁军区副司令员。1961年，授中国人民解放军少将。1962年3月，任通信兵参谋长，1963年12月，任通信兵副主任。1975年3月，任总参谋部通信部副主任。曾获二级八一勋章、二级独立自由勋章、二级解放勋章。1988年获一级红星功勋荣誉章。2004年11月6日，在北京逝世。